# Hoensbroek

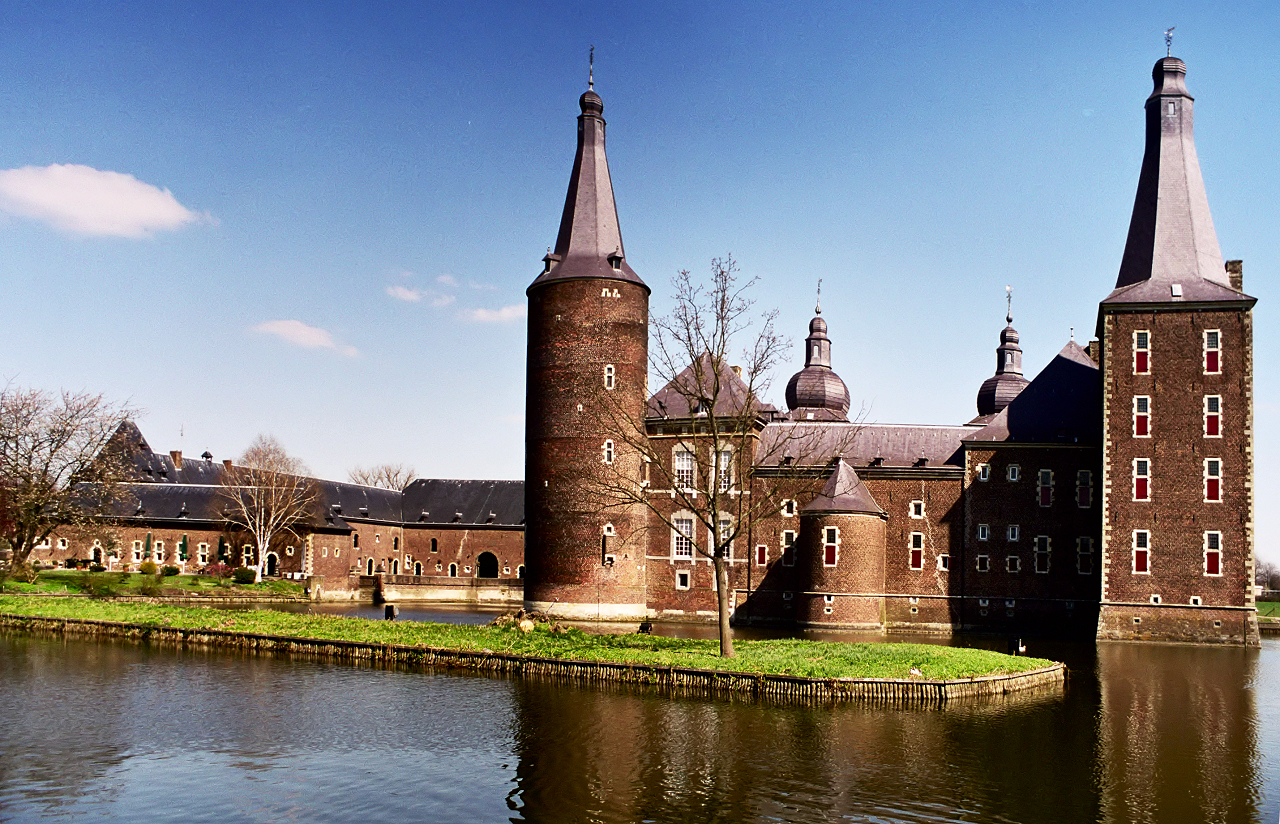
Schloss Hoensbroek

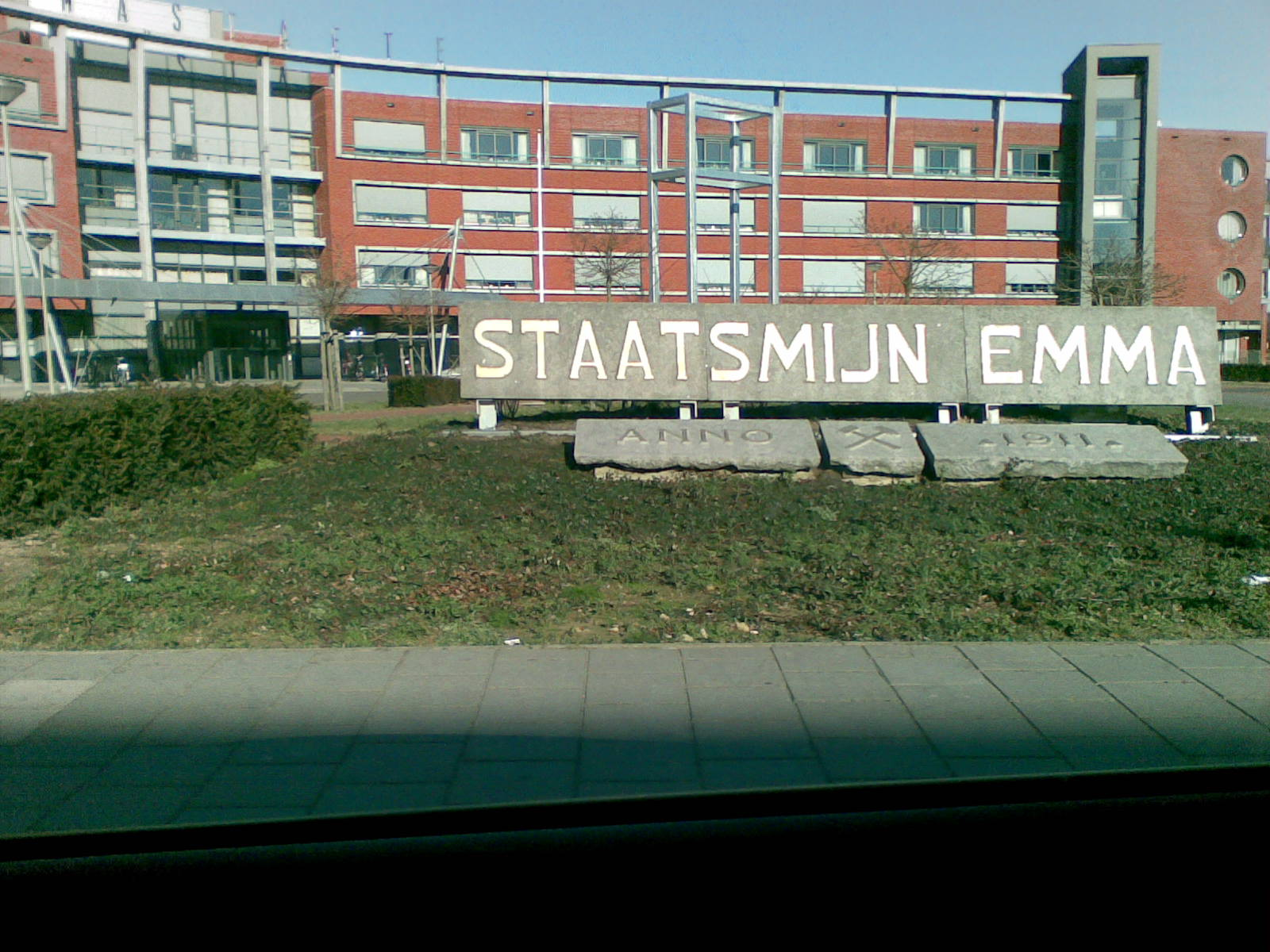
Überreste der Staatsmijn Emma

Hoensbroek ist ein Gemeindeteil der Stadt Heerlen und liegt im Südosten der Provinz Limburg in den Niederlanden. Am 1. Januar 2024 hatte der Gemeindeteil 18.790 Einwohner.

## Geschichte
Hoensbroek (ursprünglich limburgisch Gebrook und niederländisch Broek) genannt, war bis ins 20. Jahrhundert ein kleines Dorf. 1388 wurde es von dem Herrschaftsgebiet Heerlens getrennt und Ritter Herman von Hoen verliehen, einem Stammvater des Limburger Adelsgeschlechts Hoensbroech. Nach der Familie Hoen bekam der Ort später den Namen Hoensbroek.

## Steinkohlenbergbau
In der ersten Hälfte des 20. Jahrhunderts wurde die Region um Kerkrade, Heerlen, Hoensbroek, Brunssum, Eygelshoven und Schaesberg zum Zentrum der niederländischen Steinkohlegewinnung. Die Region wurde auch „Oostelijke Mijnstreek“ genannt (daneben gab es noch einen „Westelijke Mijnstreek“, der von den Gemeinden Beek, Schinnen, Stein und der damals selbstständigen Gemeinde Geleen gebildet wurde).
1911 bis 1973 bestand in Hoensbroek das Steinkohlebergwerk Staatsmijn Emma. Sie hatte zeitweilig die höchste Nettoproduktion der Niederlande. Der Bergbau führte zu einem schnellen Bevölkerungswachstum.
Bis 1982 war Hoensbroek eine selbständige Gemeinde, dann wurde es nach Heerlen eingemeindet.

## Verkehr
Hoensbroek liegt an der Bahnstrecke Sittard–Herzogenrath und hat einen eigenen Bahnhof. Mit dem Auto ist der Ort über die Ausfahrt Nr. 5 (Nuth/Hoensbroek) der Autobahn 76 (Europastraße 314) zu erreichen, die etwa 3,5 km vom Ortszentrum entfernt liegt.

## Sehenswürdigkeiten
Am Marktplatz stehen einander die Kleine St. Janskerk und die Grote St. Janskerk gegenüber.
Das Schloss Hoensbroek, dessen Ursprünge im Jahr 1250 liegen, erhielt im 17. Jahrhundert im Wesentlichen seine heutige Form. Es war bis zum Ende des 18. Jahrhunderts der Stammsitz des gräflichen Geschlechts Hoensbroech und ist heute städtisches Museum.
In der Nähe des Schlosses liegt die Drakenmolen (Drachenmühle), eine historische Mühle, die bereits im 14. Jahrhundert erwähnt wurde und heute eine Tierklinik beherbergt.

## Söhne und Töchter
- Jef Penders (1928–2015), Komponist und Dirigent
- Martinus Josephus Franciscus Maria Hoenen (* 1957), Philosoph
- Jos Kuipers (* 1961), Basketballspieler
- Max van Heeswijk (* 1973), Radrennfahrer
- Simone Simons (* 1985), Sängerin (Epica)